# Бонфон (Корез)
Бонфон (фр. Bonnefond) је насељено место у Француској у региону Лимузен, у департману Корез.
По подацима из 2011. године у општини је живело 107 становника, а густина насељености је износила 2,37 становника/km².

## Демографија
| 1962. | 1968. | 1975. | 1982. | 1990. | 2011. |
| ----- | ----- | ----- | ----- | ----- | ----- |
| 260   | 214   | 163   | 149   | 136   | 107   |